# Philodendron devansayeanum
Philodendron devansayeanum es una especie de planta de la subfamilia Aroideae, familia Araceae. Esta especie es endémica del Perú.